# Trieenea
Trieenea, biljni rod iz porodice Scrophulariaceae (strupnikovke), dio je tribusa Limoselleae, potporodica Scrophularioideae. 
Postoji 10 priznatih vrsta, sve su endemi Južne Afrike, 9 u provinciji Western Cape. Tipična je Trieenea schlechteri.

## Opis
Jednogodišnje i višegodišnje bilje i polugrmovi. Osim vrste Trieenea glutinosa, ostalih devet ima status rijetkih vrsta 

## Vrste
1. Trieenea elsiae Hilliard
2. Trieenea frigida Hilliard
3. Trieenea glutinosa (Schltr.) Hilliard
4. Trieenea lanciloba Hilliard
5. Trieenea lasiocephala Hilliard
6. Trieenea laxiflora Hilliard
7. Trieenea longipedicellata Hilliard
8. Trieenea occulta J.C.Manning & Goldblatt
9. Trieenea schlechteri (Hiern) Hilliard
10. Trieenea taylorii Hilliard